# Stain (álbum)
Stain é o terceiro álbum de estúdio da banda americana de funk metal Living Colour. O álbum foi lançado em 2 de Março de 1993 pela gravadora Epic Records. É o primeiro álbum com o baixista Doug Wimbish. Stain apresenta um Living Colour com sonoridade mais pesada e agressiva, contendo elementos de thrash metal e música industrial. O álbum alcançou a posição #26 na Billboard 200, no entanto, a banda se separou em janeiro de 1995, após uma turnê com o Bad Brains. Um dos últimos shows da banda, antes de se reunir anos mais tarde, seria uma performance no CBGB.

## Desempenho nas paradas musicais
| Parada musical (1993)              | Melhor posição |
| ---------------------------------- | -------------- |
| Alemanha - Media Control Charts    | 29             |
| Austrália - ARIA Charts            | 18             |
| Áustria - Parada Musical           | 25             |
| Canadá - Canada RPM Top 100 Albums | 25             |
| Estados Unidos - Billboard 200     | 26             |
| Japão - Oricon                     | 71             |
| Nova Zelândia - RIANZ              | 10             |
| Países Baixos - MegaCharts         | 8              |
| Reino Unido - UK Albums Chart      | 19             |
| Suécia - Sverigetopplistan         | 42             |
| Suíça - Schweizer Hitparade        | 14             |